# Quế Giang

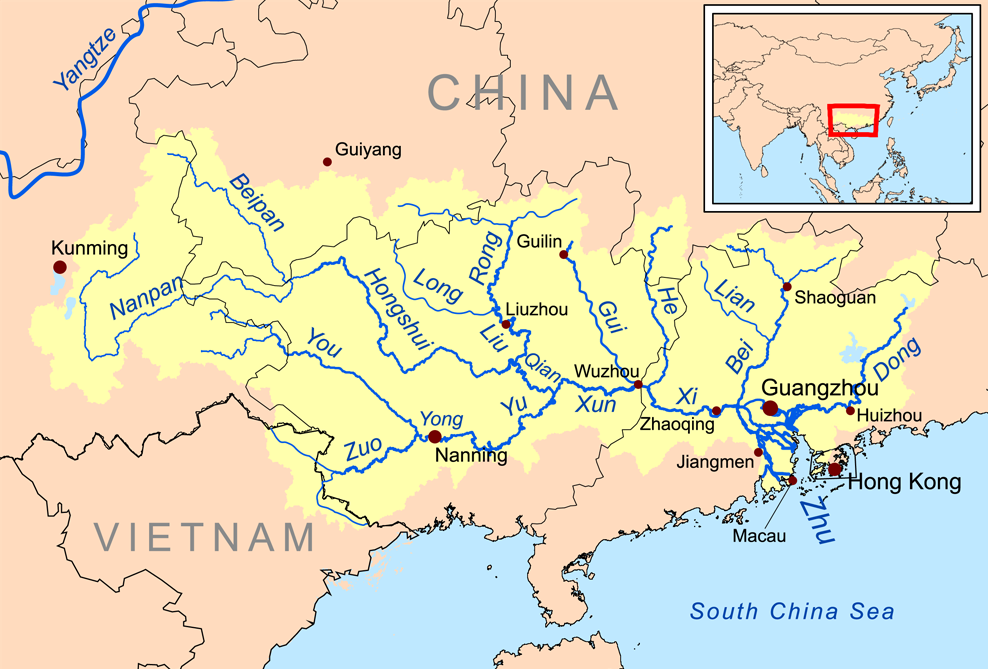
Hệ thống sông Châu Giang. Trên bản đồ này sông Quế được viết là Gui.

Quế Giang (tiếng Trung: 桂江) hay sông Quế là một con sông chảy qua khu vực đông bắc khu tự trị dân tộc Choang Quảng Tây, Trung Quốc. Sông Quế là chi lưu cấp 1 của sông Tây Giang, bắt nguồn từ địa phận huyện Hưng An, trong khu vực dãy núi Miêu Nhân. Nơi khởi nguồn của sông Quế cùng nơi khởi nguồn của Tương Giang thuộc hệ thống sông Dương Tử đều nằm ở phía bắc huyện Hưng An. Năm 214 TCN, Tần Thủy Hoàng đã cho đào kênh Linh Cừ nối liền hai con sông này nên giữa chúng thuyền bè có thể lưu thông. 
Đoạn thượng nguồn của sông Quế gọi là sông Đại Dung (Đại Dung giang), đoạn giữa gọi là Li Giang, đoạn hạ lưu gọi là sông Phủ (Phủ hà). Sông Quế men theo chân núi phía tây nam của Nam Lĩnh chảy tới khu nội đô của địa cấp thị Quế Lâm và các huyện Dương Sóc (địa cấp thị Quế Lâm), Chiêu Bình (địa cấp thị Hạ Châu), nhận thêm nước từ các sông như sông Lệ Phố, sông Cung Thành, sông Tư Cần rồi tới khu vực phía đông nội đô địa cấp thị Ngô Châu để hợp lưu với sông Tầm Giang thành sông Tây Giang. 
Tính từ khu vực phía bắc huyện Hưng An tới nơi hợp lưu dài 437 km, diện tích lưu vực 19.025 km². Sông Quế có nhiều thác nước hiểm trở, nên chỉ có ít tàu thuyền có thể ngược dòng tới khu vực thuộc huyện Bình Lạc, nói chung về mùa nước lên thì tàu thuyền cũng chỉ tới Quế Lâm. Sông Quế chảy qua khu vực có nhiều đá vôi nên hai bờ có nhiều hang động đá vôi, với nước trong xanh và phong cảnh đẹp, vì thế nó là khu vực du lịch có tiếng tại Trung Quốc.

Ở Lệ Giang
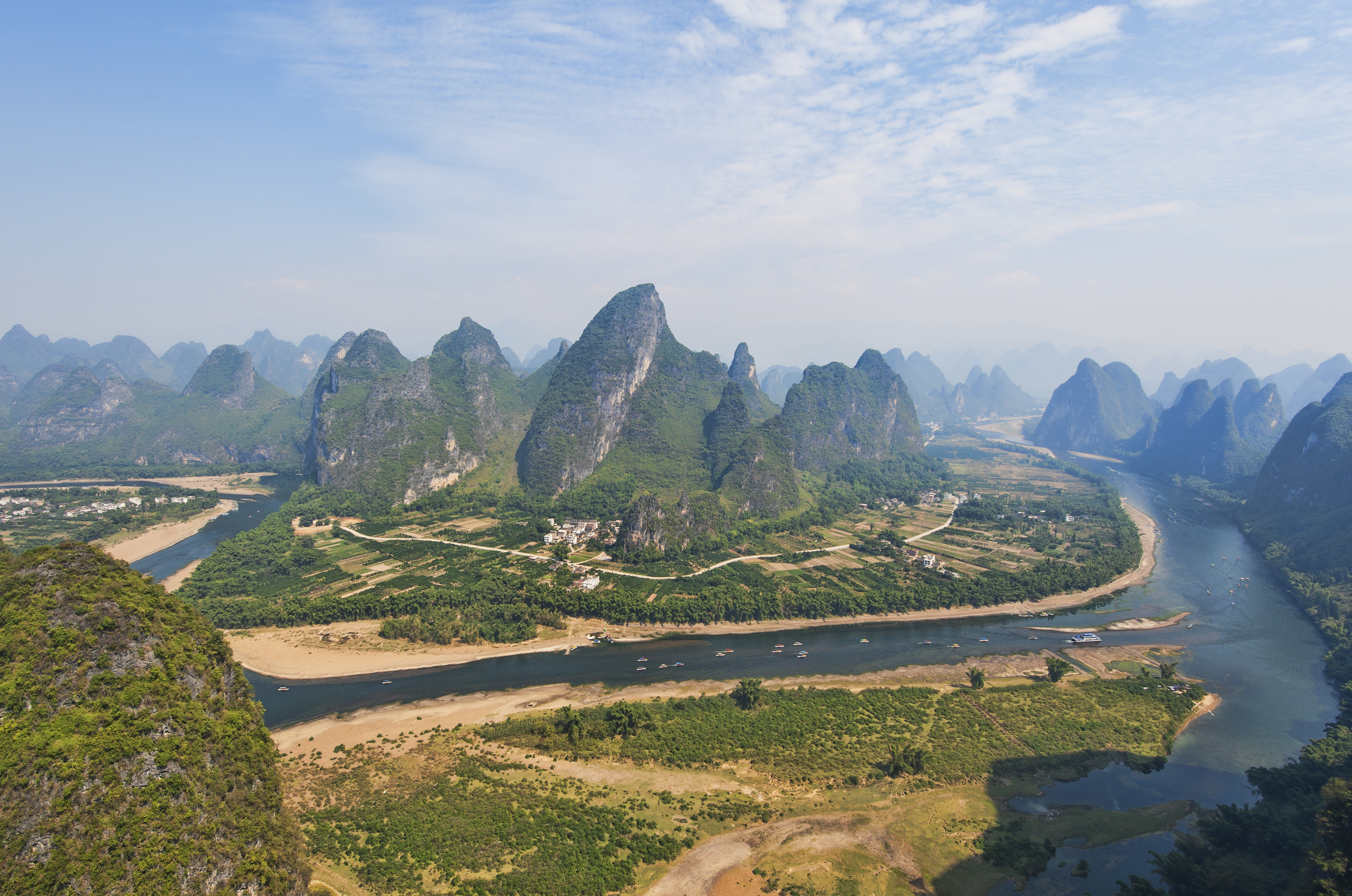
Li Giang  chảy qua Quế Lâm, nơi có các dãy núi đá vôi và các thắng cảnh sông nước
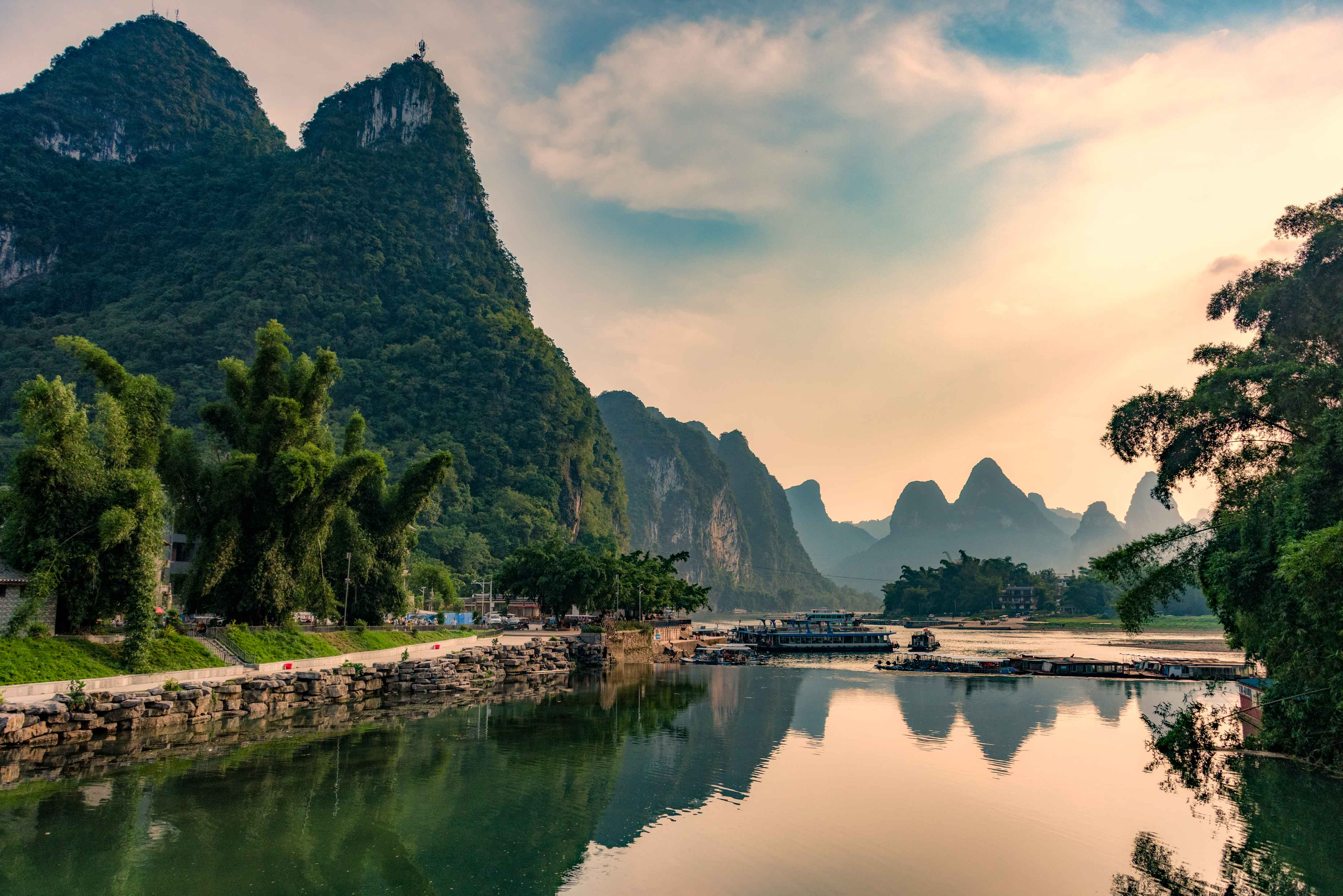
Chảy qua Dương Sóc
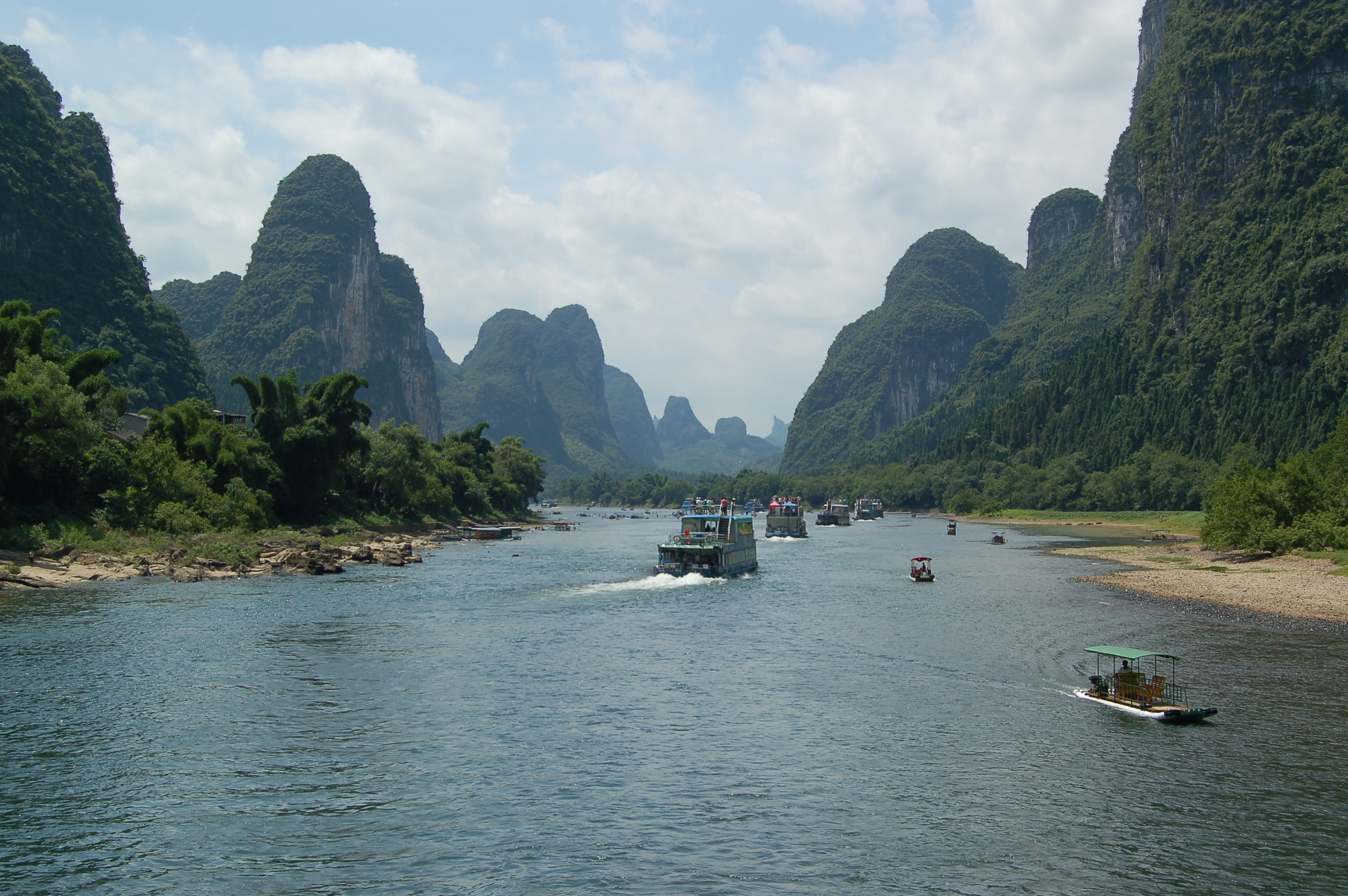

## Hệ thống sông Tây Giang
| Hệ thống sông Tây Giang | Hệ thống sông Tây Giang | Hệ thống sông Tây Giang | Hệ thống sông Tây Giang | Hệ thống sông Tây Giang |
| ----------------------- | ----------------------- | ----------------------- | ----------------------- | ----------------------- |
|                         |                         |                         | Hạ Giang (贺江)         | Tây Giang (西江)        |
|                         |                         | Li Giang (漓江)         | Quế Giang (桂江)        | Tây Giang (西江)        |
| sông Bắc Bàn (北盘江)   | sông Hồng Thủy (红水河) | Kiềm Giang (黔江)       | Tầm Giang (浔江)        | Tây Giang (西江)        |
| sông Nam Bàn (南盘江)   | sông Hồng Thủy (红水河) | Kiềm Giang (黔江)       | Tầm Giang (浔江)        | Tây Giang (西江)        |
| Dung Giang (融江)       | Liễu Giang (柳江)       | Kiềm Giang (黔江)       | Tầm Giang (浔江)        | Tây Giang (西江)        |
| Long Giang (龙江)       | Liễu Giang (柳江)       | Kiềm Giang (黔江)       | Tầm Giang (浔江)        | Tây Giang (西江)        |
| Hữu Giang (右江)        | Ung Giang (邕江)        | Úc Giang (郁江)         | Tầm Giang (浔江)        | Tây Giang (西江)        |
| Tả Giang (左江)         | Ung Giang (邕江)        | Úc Giang (郁江)         | Tầm Giang (浔江)        | Tây Giang (西江)        |